# Jang Yun-ho (cầu thủ bóng đá)
Đây là một tên người Triều Tiên, họ là Jang.
Jang Yun-ho (tiếng Hàn: 장윤호; Hanja: 張潤鎬; sinh ngày 25 tháng 8 năm 1996) là một cầu thủ bóng đá Hàn Quốc thi đấu ở vị trí tiền vệ tấn công cho Jeonbuk Hyundai ở K League 1.

## Danh hiệu

### Câu lạc bộ
Jeonbuk Hyundai Motors
- K League 1 (1): 2017
- Giải vô địch bóng đá các câu lạc bộ châu Á (1): 2016

## Sự nghiệp
Jang gia nhập Jeonbuk Hyundai năm 2015 và ra mắt chuyên nghiệp trong trận đấu tại giải vô địch trước Ulsan Hyundai ngày 17 tháng 6.